# Espace urbain de Gap
Cet article court présente un sujet plus développé dans : Espace urbain.
L’espace urbain de Gap est un espace urbain français centré sur la ville de Gap. Par la population, c’est le 56e des 96 espaces urbains français en 1999. Il comporte alors 33 communes.